# برنامه‌ریزی ترابری

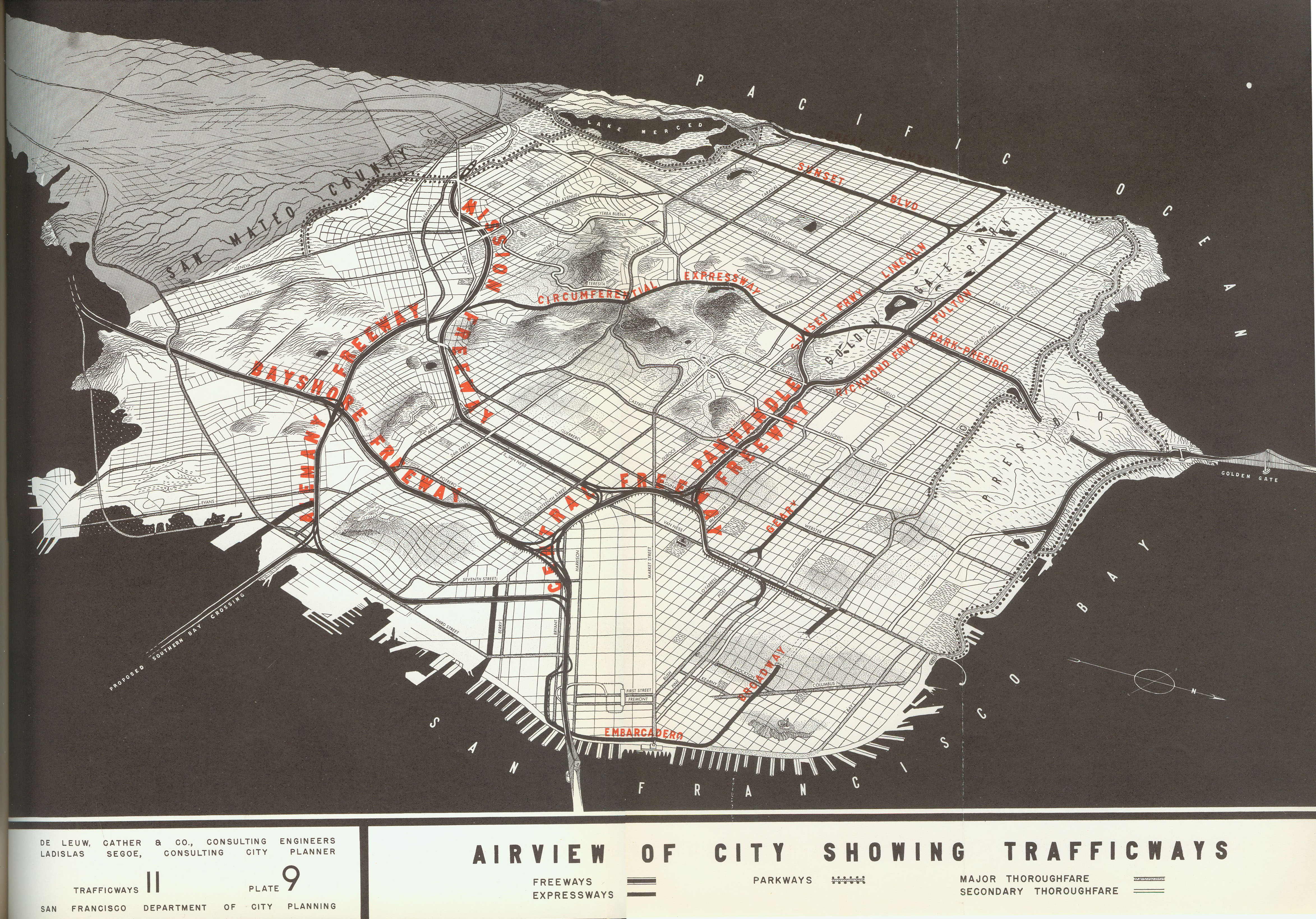
این نقشه ترافیک خطوط خیابانی شهر سانفرانسیسکو است که ترافیک را به خوبی نشان داده است

برنامه‌ریزی ترابری به بررسی تقاضا برای شدآمد (ترافیک) و میزان رشد شدآمد می‌پردازد تا با استفاده از آن در مورد راهبرد امکانات ترابری موجود یا امکانات جدید مانند شبکه راه‌ها، خطوط راه‌آهن، فرودگاه‌ها و … تصمیم‌گیری شود. هدف نهایی از برنامه‌ریزی ترابری دستیابی به سطح سرویس بالاتر، بهبود ایمنی، صرفه‌جویی در مصرف انرژی، رشد اقتصادی، افزایش دسترسی می‌باشد.

## عناصر بنیادی برنامه‌ریزی ترابری
معمولاً برنامه‌ریزی می‌تواند در دو افق کوتاه مدت و بلند مدت انجام پذیرد. برنامه‌ریزی کوتاه مدت (یک تا پنج ساله) بیشتر برای مدیریت بهتر امکانات موجود مانند زمان‌بندی چراغ‌های راهنمایی، راه‌های موجود و غیره بکار می‌رود و برنامه بلندمدت (۲۰ تا ۲۵ ساله) برای امکانات جدید مانند شاهراه‌ها و بزرگراه‌های جدید، خطوط اتوبوس‌رانی و شبکه ترابری عمومی و غیره بکار می‌رود.
عناصر بنیادی مهندسی ترابری عبارت اند از:
- شناسایی وضعیت موجود
- تعریف مسئله
- جستجو برای راه‌حلهای ممکن
- تحلیل عملکردی گزینه‌ها
- انتخاب گزینه برتر
- طراحی دقیق و اجرا

## مفاهیم برنامه‌ریزی ترابری
مفاهیم برنامه‌ریزی حمل شامل موارد زیر می‌باشد.
- تولید سفر: منظور از تولید سفر تعیین متوسط سفرهای تولید شده در ناحیه مورد مطالعه تحت عنوان تابعی از تعداد خانوار، کاربری زمین و مشخصات اجتماعی-اقتصادی منطقه می‌باشد. انجام این مرحله مستلزم جمع‌آوری اطلاعات زیادی از قبیل کاربری اراضی، تعداد خانوارهای منطقه، توزیع درآمد خانوارها، تعداد افراد موجود در خانواده‌ها، جمعیت خانواده‌ها، میزان مالکیت خودرو و… می‌باشد. در بسیاری از اوقات برای این‌کار از روش‌های آمارگیری منزل به منزل استفاده می‌شود.[۴]
- توزیع سفر
- انتخاب نحوه سفر[۵]
- تخصیص شبکه[۶]